# Hermann Steudle
Hermann Steudle (Lebensdaten unbekannt) war ein deutscher Fußballspieler.

## Karriere
Steudle gehörte dem 1. FC Pforzheim mit Gründung des Vereins im Jahr 1896 bis Saisonende 1905/06 an, für den er ab der ersten Endrunde um die Süddeutsche Meisterschaft 1898/99, ab der Saison 1901/02 im Bezirk Württemberg und ab der Saison 1904/05 im Gau Mittelbaden, eine von vier Gauen innerhalb des Südkreises in den vom Verband Süddeutscher Fußball-Vereine organisierten Meisterschaften, zum Einsatz bzw. zu Punktspielen kam.
Belegte er 1905 mit seiner Mannschaft noch als Neuling in der Gauliga Mittelbaden den zweiten Platz hinter dem Karlsruher FV, so ging er in der Folgesaison als Meister aus dieser hervor. Diesem Erfolg folgte die Südkreismeisterschaft und die Süddeutsche Meisterschaft, die durch den 5:3-Sieg am 25. April 1906 gegen den Nordkreismeister 1. Hanauer Fußball-Club 1893 errungen wurde.
Damit als Teilnehmer an der Endrunde um die Deutsche Meisterschaft qualifiziert, debütierte er am 6. Mai 1906 in Mannheim beim 4:2-Sieg n. V. im Viertelfinale über den Kölner FC 1899. Danach bestritt er das am 20. Mai 1907 in Braunschweig mit 4:0 gewonnene Halbfinale gegen den BTuFC Union 92 aus Berlin. Das am 27. Mai 1906 in Nürnberg ausgetragene Finale gegen den VfB Leipzig wurde dagegen mit 1:2 verloren.

Steudle (6. v. l.) und Mitspieler des
1. FC Pforzheim; Süddeutscher Meister 1906

## Erfolge
- Zweiter der Deutschen Meisterschaft 1906
- Süddeutscher Meister 1906
- Südkreismeister 1906
- Gaumeister Mittelbaden 1906